# John Moshoeu
John Moshoeu (Soweto, 18 de diciembre de 1965 - 21 de abril de 2015) fue un futbolista sudafricano que jugaba en la demarcación de centrocampista.

## Biografía
Debutó como futbolista en 1993 con el Kaizer Chiefs FC tras jugar durante los últimos cinco años en el Giant Blackpool de Sudáfrica. Apenas estuvo una temporada en el club, ya que al finalizarla se fue a Turquía para fichar por el Gençlerbirliği SK, donde jugó 27 partidos en dos años. Debido a la falta de minutos, dejó el club para fichar por el Kocaelispor, con el que ganó su primer gran trofeo, la Copa de Turquía contra el Trabzonspor. En 1997 fue traspasado al Fenerbahçe SK, con el que se hizo con la Superliga de Turquía en la temporada 2000/2001. Tras un breve paso por el Bursaspor, en 2003 volvió a Sudáfrica para jugar en el Kaizer Chiefs FC y en el AmaZulu FC, donde finalizó su carrera deportiva.
Falleció el 21 de abril de 2015, debido a un cáncer de estómago, a los 49 años de edad.

## Selección nacional
Hizo su debut para la selección de fútbol de Sudáfrica el 10 de enero de 1993 contra Botsuana, marcando además un gol. También formó parte del equipo en la Copa Africana de Naciones 1996, siendo el segundo máximo goleador del torneo con cuatro tantos.
También formó parte del combinado sudafricano que viajó a Francia para disputar la Copa Mundial de Fútbol de 1998. Además fue el capitán de la selección en seis torneos. Jugó un total de 73 partidos y marcó ocho goles.

### Participaciones en Copas del Mundo
| Mundial                        | Sede    | Resultado      | Partidos | Goles |
| ------------------------------ | ------- | -------------- | -------- | ----- |
| Copa Mundial de Fútbol de 1998 | Francia | Fase de grupos | 3        | 0     |

## Clubes
| Club              | País      | Año         | Partidos | Goles |
| ----------------- | --------- | ----------- | -------- | ----- |
| Kaizer Chiefs FC  | Sudáfrica | 1993        | 14       | 2     |
| Gençlerbirliği SK | Turquía   | 1993 - 1995 | 27       | 5     |
| Kocaelispor       | Turquía   | 1995 - 1997 | 76       | 20    |
| Fenerbahçe SK     | Turquía   | 1997 - 2001 | 75       | 15    |
| Bursaspor         | Turquía   | 2001 - 2003 | 48       | 7     |
| Kaizer Chiefs FC  | Sudáfrica | 2003 - 2006 | 89       | 23    |
| AmaZulu FC        | Sudáfrica | 2006 - 2008 | 51       | 5     |

## Palmarés

### Campeonatos nacionales
| Título                | Club             | País      | Año  |
| --------------------- | ---------------- | --------- | ---- |
| Copa de Turquía       | Kocaelispor      | Turquía   | 1997 |
| Superliga de Turquía  | Fenerbahçe SK    | Turquía   | 2001 |
| Premier Soccer League | Kaizer Chiefs FC | Sudáfrica | 2004 |
| Premier Soccer League | Kaizer Chiefs FC | Sudáfrica | 2005 |